# Verkeeralarm
Een verkeeralarm is een waarschuwing die in Nederland wordt uitgegeven door het KNMI en Rijkswaterstaat. Het is een verlengstuk van het weeralarm, bedoeld voor weersomstandigheden die naar verwachting een groot negatief effect kunnen hebben op de veiligheid van het wegverkeer.
Voorbeelden van verkeeralarmen zijn plotselinge gladheid, hevige sneeuwval en zware storm. 
Het (gecombineerde) weer- en verkeeralarm werd in het najaar van 2006 geïntroduceerd.